# Gerónimo Martínez
Gerónimo Martínez, conocido como Jerónimo Martínez (Caracas, 30 de abril de 1826 - Caracas, 9 de noviembre de 1898) fue un destacado dibujante, pintor, acuarelista, litógrafo, fotógrafo e impresor. Hijo del Legislador y Ministro de la Corte Suprema Juan Martínez Alemán, e Isabel Sánchez. Hermano del también artista Celestino Martínez, de quien fue discípulo.  Su temática reside en el costumbrismo, el paisajismo y el retrato. Fue discípulo del pintor Pedro Lovera.

## Biografía

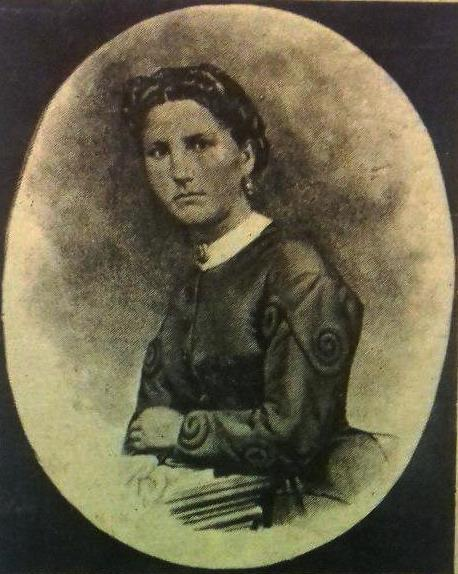
Gerónimo Martínez. Retrato de Dama. Segunda mitad del. Acuarela sobre cartulina. Dimensiones: 36, 5 x 29, 3 cm. Forma oval.
Reproducida por Juan Calzadilla en "pintores venezolanos: Gerónimo Martínez (1826 - 1898)", en Arte quincenal. Año IV, N.º 43, Caracas, publicado el 1 de julio de 1975.

Nace en Caracas el 30 de abril de 1826 y muere el 9 de noviembre de 1898. Sus primeros estudios formales de dibujo estuvieron a cargo del artista venezolano Carmelo Fernández en el Colegio de la Paz en 1842. De adulto estudiaría ingeniería en la Academia de Matemáticas, egresando en 1847, donde sería nombrado catedrático de Dibujo natural y topográfico en 1868.
Se inicia en la práctica de la litografía en el taller de los impresores alemanes Johann Heinrich Müller y Guillermo Stapler, que fue la primera litografía de Caracas. Allí realizaría los planos del Tratado elemental de topografía según las últimas lecciones publicadas por Mr. Salneuve de 1844 y junto a su hermano Celestino, los grabados del primer libro ilustrado en Venezuela, Los Misterios de París del francés Eugéne Sue en su edición de 1845. Los hermanos Martínez adquieren el taller de Müller y Stapler, que rebautizan como Litografía Venezolana. 
Con el pintor francés Théodore Lacombe, Gerónimo Martínez viajó hacia el occidente de Venezuela en 1846. A finales del siguiente año, Gerónimo marcha hacia Bogotá junto a su hermano Celestino, los hermanos Echeverría quienes eran tipógrafos y el impresor Felipe B. Ovalles, gracias a una invitación del diplomático Manuel Ancízar. En Bogotá trabajaron en la tipografía del diario El Neogranadino dirigido por Ancízar. Durante su estadía Gerónimo se dedicó también a la docencia del dibujo lineal y topográfico en la Academia de Ingenieros de Bogotá.
En agosto de 1848, ya los hermanos Martínez tenían su propia academia en la que enseñaban el arte del grabado, rotulado, litografía, retrato, entre otros. Junto a Miguel Bracho, dibujaron los planos de Bogotá para Agustín Codazzi. Destacan entre sus alumnos Froilán Gómez y Daniel Ayala. 

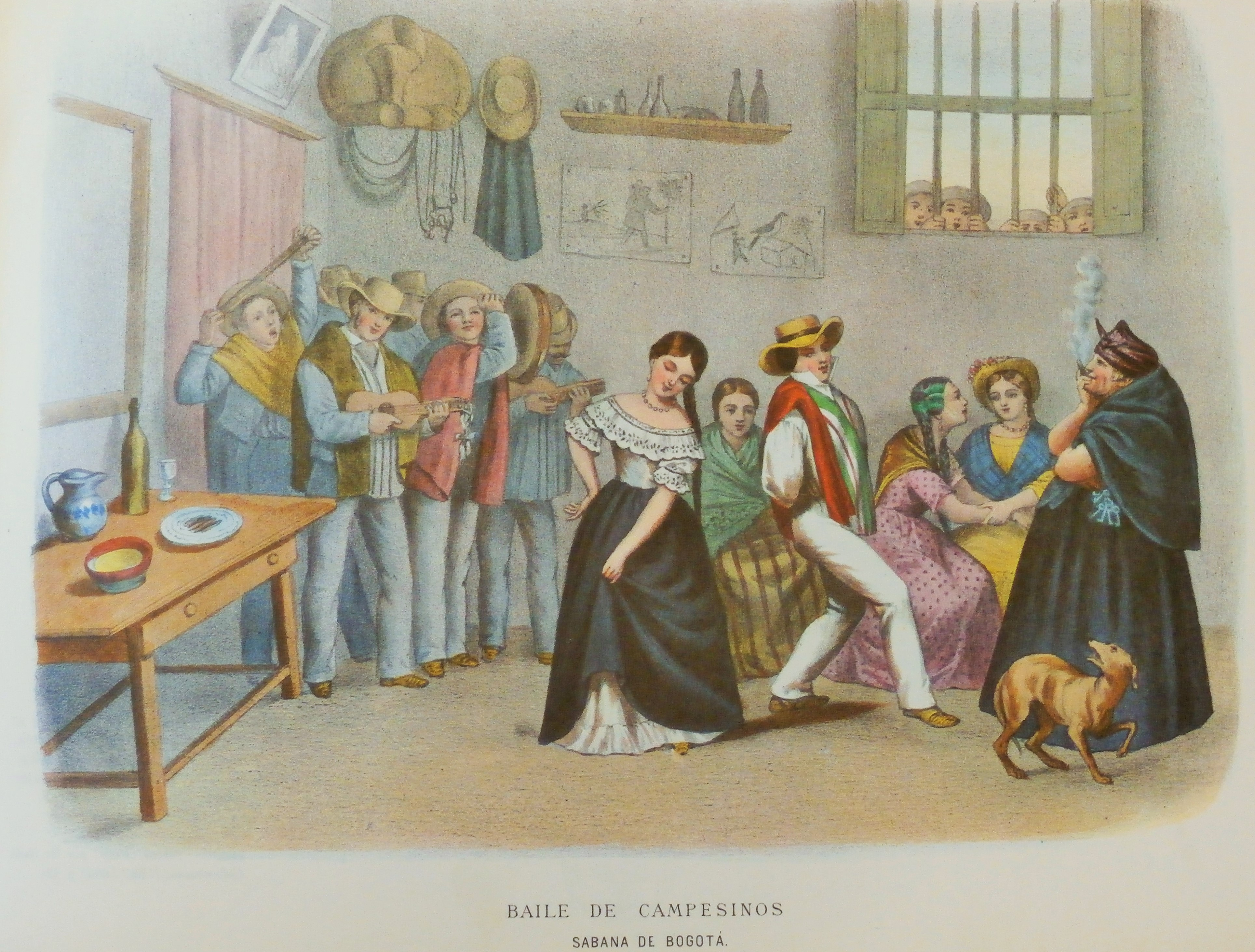
, una de las litografías que se hallan en Costumbres neogranadinas, que fueron dibujadas por Ramón Torres Méndez y litografiadas por los hermanos Martínez.

El 20 de julio de 1849 los hermanos Martínez son reconocidos como los introductores de la litografía en Bogotá. Ese mismo año reimprimen El teatro social del siglo XIX de Modesto Lafuente, con grabados en acero de Daniel Ayala. Durante este periodo, Celestino Martínez viaja a París y aprende sobre los negativos en papel, pero sería Gerónimo quien saque partido de este procedimiento. Entre 1851 y 1852 publican Costumbres Neogranadinas, con láminas de dibujos de Ramón Torres Méndez.
En 1861 los hermanos Martínez regresan a Venezuela y establecen un taller fotográfico en Caracas. En 1863, Gerónimo Martínez es solicitado por Jean-Leonard Scheen para encargarse de la Litografía del Palacio Arzobispal o del Seminario. En 1868 obtiene la cátedra de dibujo natural y topográfico en la Academia de Matemáticas. En 1872 participa en la Primera Exposición Anual de Bellas Artes Venezolanas en el Café del Ávila, con un retrato de Juan José Mendoza, y otro en acuarela de James Mudie Spence.

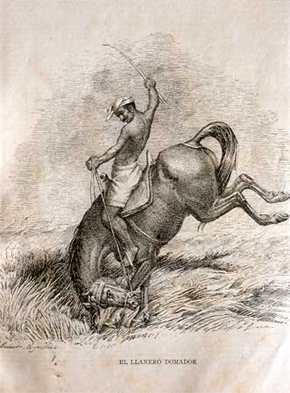
'' (1892). Litografía. Dimensiones: 22 x 23 cm. Es un dibujo de Celestino Martínez, que fue litografiado tanto por Celestino como por su hermano Gerónimo Martínez. Fue publicado en: El Cojo Ilustrado, año I, No. 1, Caracas, 1 enero 1892, p. 1.

Desde 1873 hasta 1883 funge como catedrático interno de Dibujo en la Universidad Central de Venezuela. Para 1874 se asocia con José Antonio Salas (1842-1936) en la Fotografía Artística y en 1877 es miembro fundador de la Academia de Dibujo y Pintura del Instituto de Bellas Artes de Caracas .

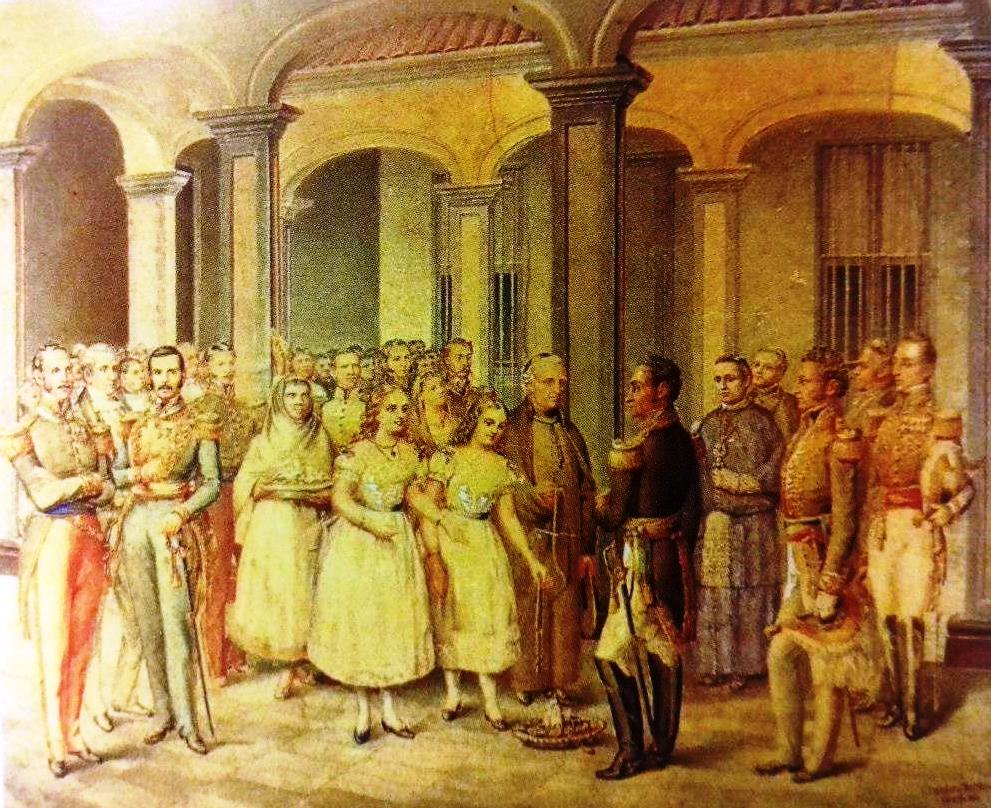
Gerónimo Martínez. Homenaje a Bolívar. 1888. Acuarela sobre papel. Dimensiones: 51 x 61 cm. Reproducido en el catálogo de la Sala Mendoza, Subasta 67, Caracas, 2000.

Participa en la Exposición Universal Internacional de París de 1878 con un retrato en acuarela de Francisco de Miranda; en la Exposición Nacional de Venezuela de 1883 con sus fotografías artísticas; y también en la Exhibición Homenaje al Centenario del Natalicio de Antonio José de Sucre de 1895 en el Palacio Federal, con la acuarela Homenaje a Bolívar. Finalmente, Gerónimo Martínez, junto a Martín Tovar y Tovar y Arturo Michelena constituyeron la Junta de Inspección de la Academia de Bellas Artes en 1895. Fallece en Caracas el 9 de noviembre de 1898 y sus restos reposan en el Cementerio General del Sur de Caracas.

## Colecciones
- Fundación Boulton, Caracas.
- Museo Caracas, Palacio Municipal, Caracas.
- Museo Nacional de Colombia, Bogotá.